# Władysław Szydłowski
Władysław Józef Szydłowski herbu Lubicz (ur. 19 lipca 1871 w Stanisławowie, zm. 1940) – polski urzędnik, doktor praw, ofiara zbrodni katyńskiej.

## Życiorys
Syn Emilii z Żeleskich i Waleriana Szydłowskich urodzony 19 lipca 1871 w Stanisławowie. Mąż Kazimiery Olimpii z Czołowskich Szydłowskiej, ojciec Jadwigi z Szydłowskich Legeżyńskiej i Marii z Szydłowskich Hilczerowej. W okresie zaboru austriackiego w ramach autonomii galicyjskiej wstąpił do służby państwowej. Został mianowany kancelistą sądowym w Pruchniku dla Żydaczowa. W 1899, jako koncypient c. k. prokuratorii skarbu, poślubił we Lwowie Kazimierę Olimpię, siostrę Aleksandra. Był członkiem zarządu Lwowskiego Związku Okręgowego Towarzystwa Szkoły Ludowej. W maju 1910 został członkiem komisji rewizyjnej Związku Ekonomicznego Urzędników, Profesorów i Nauczycieli we Lwowie. Był sekretarzem rady nadzorczej Kasy Kredytowej we Lwowie.
W okresie II Rzeczypospolitej 1928 został członkiem wydziału zarządu Związku Stowarzyszeń Zarobkowych i Gospodarczych. Pełnił urząd kierownika IV wydziału i starszego radcy Oddziału Prokuratorii Generalnej we Lwowie.
Podczas II wojny światowej aresztowany w 1940 przez NKWD i zamordowany. Pochowany na Polskim Cmentarzu Wojennym w Kijowie-Bykowni.
Tabliczka upamiętniająca znajduje się na Cmentarzu Rakowickim w Krakowie.

## Ordery i odznaczenia
- Krzyż Oficerski Orderu Odrodzenia Polski (10 listopada 1933)[11]